# All of Me
All of Me (bra: Um Espírito Baixou em Mim; prt: Almas do Outro Mundo) é um filme estadunidense de 1984, dos gêneros comédia e fantasia, dirigido por Carl Reiner, com roteiro de Henry Olek e Phil Alden Robinson baseado no romance Me Two, de Edwin Davis.

## Sinopse
Edwina Cutwater (Lily Tomlin) é uma milionária que, na hora da morte, pede ao guru Prahka Lasa (Richard Libertini) que transfira sua alma para o corpo da bela Terry Hoskins (Victoria Tennant). Só que algo sai errado, e sua alma vai incorporar no lado esquerdo de seu advogado Roger Cobb (Steve Martin), que passa a controlar apenas o lado direito do seu corpo.

## Elenco
- Steve Martin  .... Roger Cobb
- Lily Tomlin  .... Edwina Cutwater
- Victoria Tennant  .... Terry Hoskins
- Madolyn Smith Osborne  .... Peggy Schuyler
- Richard Libertini .... Prahka Lasa
- Dana Elcar  .... Burton Schuyler
- Jason Bernard  .... Tyrone Wattell
- Selma Diamond  ....   Margo
- Eric Christmas ....   Fred Hoskins
- Gailard Sartain .... Fulton Norris
- Neva Patterson  .... Gretchen
- Michael Ensign .... Mr. Mifflin
- Peggy Feury  .... Dr. Betty Ahrens